# Kanton Avize
Avize is een voormalig kanton van het Franse departement Marne. Het kanton maakte deel uit van het arrondissement Épernay totdat het op 22 maart 2015 werd opgeheven. Hierbij werden Gionges, Le Mesnil-sur-Oger, Moslins, Oger en Villers-aux-Bois opgenomen in het op die dag gevormde kanton Vertus-Plaine Champenoise en de overige gemeenten werden toegevoegd aan het kanton Épernay-2.

## Gemeenten
Het kanton Avize omvatte de volgende gemeenten:
- Avize (hoofdplaats)
- Brugny-Vaudancourt
- Chavot-Courcourt
- Cramant
- Cuis
- Flavigny
- Gionges
- Grauves
- Les Istres-et-Bury
- Mancy
- Le Mesnil-sur-Oger
- Monthelon
- Morangis
- Moslins
- Oger
- Oiry
- Plivot
- Villers-aux-Bois